# Campionat d'Europa de futbol 2020
L'Eurocopa de futbol 2020 o Euro 2020, va ser la setzena edició del torneig europeu de seleccions nacionals. Originalment estava plantejada per a ser disputada el 2020, però el torneig organitzat per la UEFA va ser posposat fins al 2021 a causa de la pandèmia per COVID-19 que enfronta la salut pública a nivell mundial. Tot i que els partits es va reprogramar pel 2021, la competició manté el nom «Eurocopa 2020».
Per primera vegada la fase final de l'Eurocopa havia de tenir com a seus ciutats de diverses associacions del continent, 13 en total segons una decisió adoptada el gener del 2013 pel Comitè Executiu de la UEFA. La UEFA va elaborar uns informes que van ser presentats davant del seu Comitè Executiu, que va determinar el 19 de setembre del 2014, a Ginebra (Suïssa), les 13 ciutats que acollirien el torneig. Però a causa de l'endarreriment en la construcció de l'Eurostadium (a Brussel·les), aquesta seu quedà descartada el 2017 i restaren un total de 12 seus. A més a més, per la impossibilitat d'assistència de públic a Dublín (Irlanda) i Bilbao (Espanya), aquestes seus es varen substituir el 2021; en el primer cas els partits es varen traslladar a la també designada Sant Petersburg (Rússia); mentre que en el segon es decidí substituir Bilbao per Sevilla.

## Organització

### Requeriments per a organitzar el torneig
Un mínim de vuit estadis són necessaris per acollir el campionat en el format de 24 equips. Un mínim de vuit estadis cal que tinguin una capacitat superior a 30.000 localitats, tres d'aquests vuit estadis cal que tinguin més de 40.000 seients i una qualificació de 4 estrelles, i com a mínim un d'aquests tres ha de tenir 50.000 seients i una valoració de 5 estrelles.
En ser un torneig de 24 equips, l'experiència dels últims torneigs del Mundial de Futbol mostra que són necessaris per acollir aquesta competició entre 9 i 12 estadis. Amb això s'afavoriria només les ofertes dels grans països o les ofertes conjuntes de dos o més països de mida mitjana.

### Procés inicial
El procés per a presentar candidatures es va tancar el 16 de maig del 2012. A la candidatura de Turquia s'hi van afegir la candidatura d'Escòcia, Gal·les i Irlanda, i la candidatura conjunta d'Azerbaijan i Georgia.
- Azerbaidjan,  Geòrgia[8]
- Escòcia,  Gal·les,  Irlanda
- Turquia[9]
- Romania,  Moldàvia[10]

Candidatures que finalment no es van presentar
- Itàlia,  Croàcia,  Eslovènia[11]
- Bòsnia i Hercegovina,  Croàcia,  Sèrbia[12]
- Bulgària,  Romania[10][13]
- Eslovàquia,  República Txeca[14][15]
- Països Baixos[16]

Aquest procés es va anul·lar quan el 6 de desembre del 2012 la UEFA va anunciar que l'Eurocopa 2020 s'organitzaria en diverses ciutats de tot el continent.

## Candidats a amfitrions
Les 19 federacions membres/ciutats que van enviar candidatures pel paquet bàsic són:
| Estat              | Ciutat          | Estadi                 | Capacitat                   |
| ------------------ | --------------- | ---------------------- | --------------------------- |
| Azerbaidjan        | Bakú            | Estadi Olímpic de Bakú | 68.700                      |
| Belarús            | Minsk           | Estadi Traktar         | 16.500 (ampliació a 33.000) |
| Bèlgica            | Brussel·les     | Eurostadium            | 50.000                      |
| Bulgària           | Sofia           | Estadi Vassil Levski   | 43.000                      |
| Dinamarca          | Copenhaguen     | Parken Stadion         | 42.305                      |
| Anglaterra         | Londres         | Wembley Stadium        | 90.000                      |
| Alemanya           | Múnic           | Allianz Arena          | 75.000                      |
| Hongria            | Budapest        | Puskás Aréna           | 56.000 (nou)                |
| Irlanda            | Dublín          | Aviva Stadium          | 51.700                      |
| Israel             | Jerusalem       | Estadi Teddy Kollek    | 34.000                      |
| Itàlia             | Roma            | Stadio Olimpico        | 72.698                      |
| Macedònia del Nord | Skopje          | Estadi Filip II        | 33.460                      |
| Països Baixos      | Amsterdam       | Amsterdam Arena        | 53.052                      |
| Romania            | Bucarest        | Arena Națională        | 55.600                      |
| Rússia             | Sant Petersburg | Estadi Krestovsky      | 70.000                      |
| Escòcia            | Glasgow         | Hampden Park           | 52.063                      |
| Espanya            | Bilbao          | San Mamés              | 53.289                      |
| Suècia             | Estocolm        | Friends Arena          | 50.000                      |
| Gal·les            | Cardiff         | Millennium Stadium     | 74.500                      |

     Seleccionada
Les federacions membres/ciutats que van enviar els dossiers de les seves candidatures pel paquet de semifinals/final són:
| Estat      | Ciutat  | Estadi          | Capacitat |
| ---------- | ------- | --------------- | --------- |
| Anglaterra | Londres | Wembley Stadium | 90.000    |
| Alemanya   | Múnic   | Allianz Arena   | 75.000    |

## Seus escollides
- Final i semifinals:  Londres
- Quarts de final i fase de grups:  Múnic,  Bakú,  Sant Petersburg,  Roma
- Vuitens de final i fase de grups:  Copenhaguen,  Bucarest,  Amsterdam,  Sevilla,  Budapest,  Glasgow,  Brussel·les,  Dublín

| Londres                                              | Múnic | Roma                                                 | Sant Petersburg                                      | Bakú                                                 |
| ---------------------------------------------------- | --- | ---------------------------------------------------- | ---------------------------------------------------- | ---------------------------------------------------- |
| Wembley Stadium                                      | Allianz Arena                                                                                            | Estadi Olímpic                                       | Estadi Krestovsky                                    | Estadi Olímpic                                       |
| 51° 33′ 0″ N, 0° 16′ 30″ O / 51.55000°N,0.27500°O    | 48° 13′ 8″ N, 11° 37′ 11″ E / 48.21889°N,11.61972°E                                                      | 41° 56′ 30″ N, 12° 27′ 17″ E / 41.94167°N,12.45472°E | 59° 58′ 22″ N, 30° 13′ 13″ E / 59.97278°N,30.22028°E | 40° 25′ 47″ N, 49° 55′ 11″ E / 40.42972°N,49.91972°E |
| Capacitat: 90.000                                    | Capacitat: 75.000                                                                                        | Capacitat: 72.698                                    | Capacitat: 70.000                                    | Capacitat: 68.700                                    |
|                                                      | |                                                      |                                                      |                                                      |
|                                                      | LondresMúnicRomaBakúSan PetersburgBucarestAmsterdamSevillaBudapestGlasgowCopenhaguen Seus de l'EURO 2020 |                                                      |                                                      |                                                      |
| Budapest                                             | Sevilla                                                                                                  | Amsterdam                                            |                                                      |                                                      |
| New Ferenc Puskás Stadium                            | La Cartuja                                                                                               | Amsterdam Arena                                      |                                                      |                                                      |
| 47° 29′ 33″ N, 19° 3′ 5″ E / 47.49250°N,19.05139°E   | 37° 25′ 02″ N, 6° 0′ 16″ O / 37.41722°N,6.00444°O                                                        | 52° 18′ 51″ N, 4° 56′ 31″ E / 52.31417°N,4.94194°E   |                                                      |                                                      |
| Capacitat: 68.000 (Estadi nou)                       | Capacitat: 60.000                                                                                        | Capacitat: 56.000                                    |                                                      |                                                      |
|                                                      | |                                                      |                                                      |                                                      |
|                                                      | |                                                      |                                                      |                                                      |
| Bucarest                                             | Glasgow                                                                                                  | Copenhaguen                                          | Dublín                                               | Brussel·les                                          |
| Arena Națională                                      | Hampden Park                                                                                             | Parken Stadion                                       | Aviva Stadium                                        | Eurostadium                                          |
| 44° 26′ 14″ N, 26° 09′ 09″ E / 44.43722°N,26.15250°E | 55° 49′ 33″ N, 4° 15′ 7″ O / 55.82583°N,4.25194°O                                                        | 55° 42′ 08″ N, 12° 34′ 19″ E / 55.70222°N,12.57194°E | 53° 20′ 6″ N, 6° 13′ 22″ O / 53.33500°N,6.22278°O    | 50° 51′ 0″ N, 4° 21′ 0″ E / 50.85000°N,4.35000°E     |
| Capacitat: 55.600                                    | Capacitat: 52.063                                                                                        | Capacitat: 38.065                                    | Capacitat: 51.700                                    | Capacitat: 62.613 (Estadi nou)                       |
|                                                      | |                                                      |                                                      |                                                      |

## Classificació
La classificació per a l'Eurocopa 2021 s'inicià el març del 2019 i acabà el novembre del mateix any. En ella hi participaren les 55 associacions nacionals afiliades a la UEFA. En aquest procés de classificació la selecció de Kosovo va fer el seu debut en competicions europees després que la UEFA admetés la Federació de Futbol de Kosovo com a membre de ple dret el maig del 2016.
Aquesta va ser la primera vegada que els classificats per a l'Eurocopa accediren de dues maneres diferents, la Classificació per a l'Eurocopa 2021 i la Lliga de les Nacions de la UEFA 2018-19, essent aquesta última l'encarregada de donar 4 places pel torneig, els altres 20 equips vingueren de la fase de classificació. També va ser la primera vegada des del 1984 que les classificacions es realitzaren amb totes les seleccions de la UEFA, incloent les seleccions encarregades d'acollir el torneig, ja que les Eurocopes d'entre 1960 a 1980 les seus també participaven en les classificacions.
El torneig de classificació va consistir en una fase de grups en la qual els 55 participants van ser distribuïts en 10 grups, 5 d'ells amb 6 equips i els altres 5 amb 5 equips. Els dos primers de cada grup es classificaren per a l'Eurocopa 2021. Mentre que la Lliga de les Nacions de la UEFA 2018-19 va consistir en un format de quatre lligues i cada lliga tingué en total quatre grups, les lligues estigueren formades d'acord amb el ranking de seleccions de la UEFA del 15 de novembre del 2017, els millors van estar a la Lliga A i els pitjors a la Lliga D. Les Lligues A i B les formaren 12 equips dividits en grups de tres, la Lliga C comptà amb 15 equips dividits en un grup de 3 i els altres 3 grups de 4, i la Lliga D comptà amb 16 equips dividits en grups de quatre seleccions. El guanyador de cada grup, en les 4 lligues, passà a jugar una ronda de play-offs amb el sistema d'eliminació directa on els quatre guanyadors, un de cada lliga, es classificà per a l'Eurocopa 2021.
Aquest sistema de classificació permeté que seleccions de baix nivell poguessin classificar-se pel màxim torneig de seleccions de la UEFA i hi hagué més possibilitats per aquells equips que mai s'hi havien pogut classificar.
El sorteig de la Lliga de les Nacions de la UEFA es realitzà quan acabà la classificació de UEFA per a la Copa del Món de Futbol del 2018, i el sorteig de la classificació es realitzà quan acabà la Lliga de les Nacions de la UEFA 2018-19, sense comptar els play-offs.

## Fase de grups

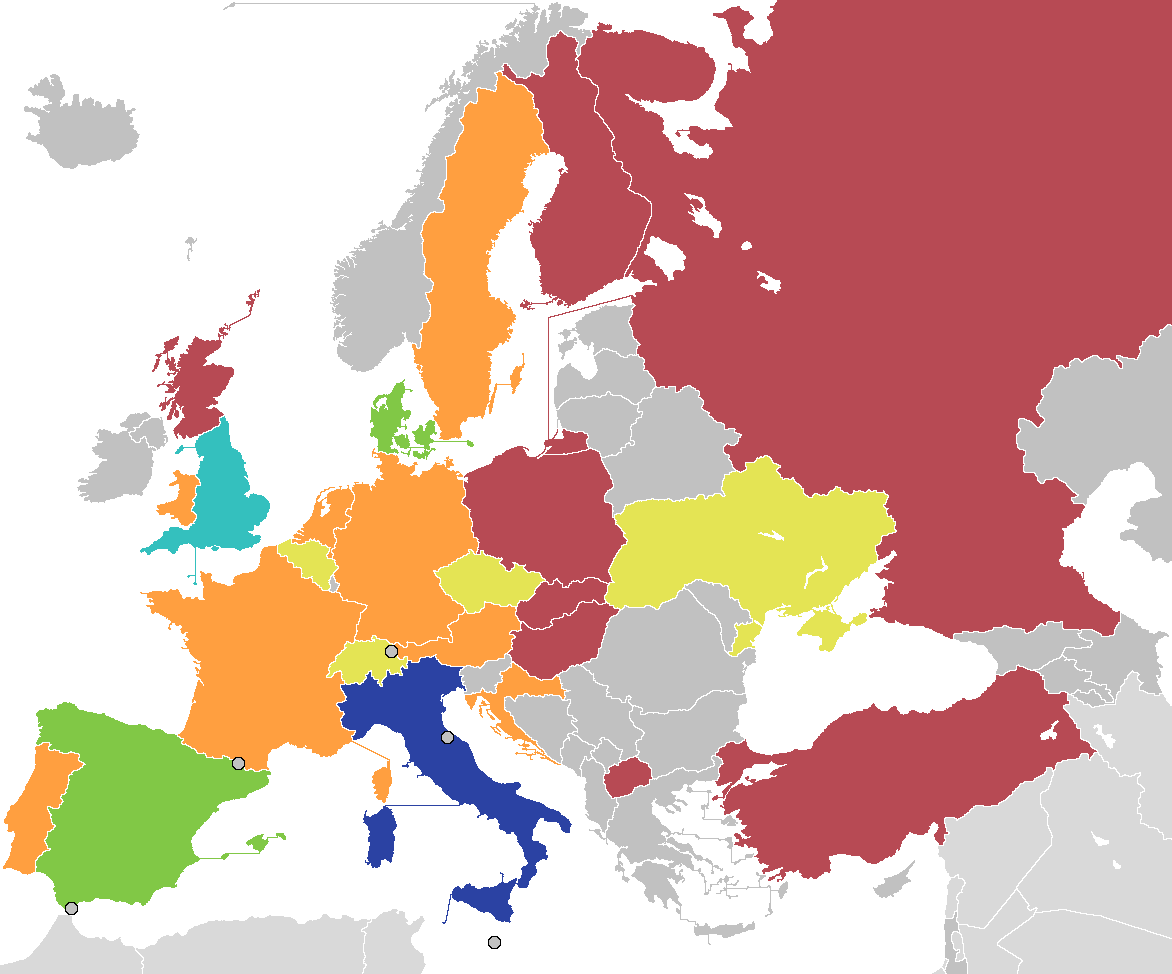
Resultat dels equips participants a la UEFA Euro 2020
Campió
Subcampió
Semifinals
Quarts de final
Vuitens de final
Fase de grups

| Campió Subcampió | Semifinals Quarts de final | Vuitens de final Fase de grups |

### Grup A

#### Classificació
| Pos. | Equip   | Pts | PJ | PG | PE | PP | GF | GC | DG |
| ---- | ------- | --- | -- | -- | -- | -- | -- | -- | -- |
| 1.   | Itàlia  | 9   | 3  | 3  | 0  | 0  | 7  | 0  | +7 |
| 2.   | Gal·les | 4   | 3  | 1  | 1  | 1  | 3  | 2  | +1 |
| 3.   | Suïssa  | 4   | 3  | 1  | 1  | 1  | 4  | 5  | -1 |
| 4.   | Turquia | 0   | 3  | 0  | 0  | 3  | 1  | 8  | -7 |

#### Partits
| Turquia | 0–3     | Itàlia                                          |
| ------- | ------- | ----------------------------------------------- |
|         | Informe | 53' (p.p.) Demiral · 66' Immobile · 79' Insigne |

| Gal·les   | 1–1     | Suïssa     |
| --------- | ------- | ---------- |
| Moore 74' | Informe | 49' Embolo |

| Turquia | 0–2     | Gal·les                    |
| ------- | ------- | -------------------------- |
|         | Informe | 28' Ramsey · 90+5' Roberts |

| Itàlia                            | 3–0     | Suïssa |
| --------------------------------- | ------- | ------ |
| Locatelli 26', 52' · Immobile 89' | Informe |        |

| Suïssa                          | 3–1     | Turquia     |
| ------------------------------- | ------- | ----------- |
| Seferović 6' · Shaqiri 26', 68' | Informe | 62' Kahveci |

| Itàlia      | 1–0     | Gal·les |
| ----------- | ------- | ------- |
| Pessina 39' | Informe |         |

### Grup B

#### Classificació
| Pos. | Equip     | Pts | PJ | PG | PE | PP | GF | GC | DG |
| ---- | --------- | --- | -- | -- | -- | -- | -- | -- | -- |
| 1.   | Bèlgica   | 9   | 3  | 3  | 0  | 0  | 7  | 1  | +6 |
| 2.   | Dinamarca | 3   | 3  | 1  | 0  | 2  | 5  | 4  | +1 |
| 3.   | Finlàndia | 3   | 3  | 1  | 0  | 2  | 1  | 3  | -2 |
| 4.   | Rússia    | 3   | 3  | 1  | 0  | 2  | 2  | 7  | -5 |

#### Partits
| Dinamarca | 0–1     | Finlàndia      |
| --------- | ------- | -------------- |
|           | Informe | 60' Pohjanpalo |

| Bèlgica                       | 3–0     | Rússia |
| ----------------------------- | ------- | ------ |
| Lukaku 10', 88' · Meunier 34' | Informe |        |

| Finlàndia | 0–1     | Rússia          |
| --------- | ------- | --------------- |
|           | Informe | 45+2' Mirantxuk |

| Dinamarca  | 1–2     | Bèlgica                       |
| ---------- | ------- | ----------------------------- |
| Poulsen 2' | Informe | 55' T. Hazard · 70' De Bruyne |

| Rússia          | 1–4     | Dinamarca                                                 |
| --------------- | ------- | --------------------------------------------------------- |
| Dziuba 70' (p.) | Informe | 28' Damsgaard · 59' Poulsen · 79' Christensen · 82' Mæhle |

| Finlàndia | 0–2     | Bèlgica                          |
| --------- | ------- | -------------------------------- |
|           | Informe | 74' (p.p.) Hrádecký · 81' Lukaku |

### Grup C

#### Classificació
| Pos. | Equip              | Pts | PJ | PG | PE | PP | GF | GC | DG |
| ---- | ------------------ | --- | -- | -- | -- | -- | -- | -- | -- |
| 1.   | Països Baixos      | 9   | 3  | 3  | 0  | 0  | 8  | 2  | +6 |
| 2.   | Àustria            | 6   | 3  | 2  | 0  | 1  | 4  | 3  | +1 |
| 3.   | Ucraïna            | 3   | 3  | 1  | 0  | 2  | 4  | 5  | -1 |
| 4.   | Macedònia del Nord | 0   | 3  | 0  | 0  | 3  | 2  | 8  | -6 |

#### Partits
| Àustria                                       | 3–1     | Macedònia del Nord |
| --------------------------------------------- | ------- | ------------------ |
| Lainer 18' · Gregoritsch 78' · Arnautović 89' | Informe | 28' Pandev         |

| Països Baixos                               | 3–2     | Ucraïna                       |
| ------------------------------------------- | ------- | ----------------------------- |
| Wijnaldum 52' · Weghorst 58' · Dumfries 85' | Informe | 75' Iarmòlenko · 79' Jaremčuk |

| Ucraïna                       | 2–1     | Macedònia del Nord |
| ----------------------------- | ------- | ------------------ |
| Iarmòlenko 29' · Jaremčuk 34' | Informe | 57' Alioski        |

| Països Baixos                 | 2–0     | Àustria |
| ----------------------------- | ------- | ------- |
| Depay 11' (p.) · Dumfries 67' | Informe |         |

| Macedònia del Nord | 0–3     | Països Baixos                  |
| ------------------ | ------- | ------------------------------ |
|                    | Informe | 24' Depay · 51', 58' Wijnaldum |

| Ucraïna | 0–1     | Àustria         |
| ------- | ------- | --------------- |
|         | Informe | 21' Baumgartner |

### Grup D

#### Classificació
| Pos. | Equip           | Pts | PJ | PG | PE | PP | GF | GC | DG |
| ---- | --------------- | --- | -- | -- | -- | -- | -- | -- | -- |
| 1.   | Anglaterra      | 7   | 3  | 2  | 1  | 0  | 2  | 0  | +2 |
| 2.   | Croàcia         | 4   | 3  | 1  | 1  | 1  | 4  | 3  | +1 |
| 3.   | República Txeca | 4   | 3  | 1  | 1  | 1  | 3  | 2  | +1 |
| 4.   | Escòcia         | 1   | 3  | 0  | 1  | 2  | 1  | 5  | -4 |

#### Partits
| Anglaterra   | 1–0     | Croàcia |
| ------------ | ------- | ------- |
| Sterling 57' | Informe |         |

| Escòcia | 0–2     | República Txeca |
| ------- | ------- | --------------- |
|         | Informe | 42', 52' Schick |

| Croàcia     | 1–1     | República Txeca |
| ----------- | ------- | --------------- |
| Perišić 47' | Informe | 37' (p.) Schick |

| Anglaterra | 0–0     | Escòcia |
| ---------- | ------- | ------- |
|            | Informe |         |

| Croàcia                               | 3–1     | Escòcia      |
| ------------------------------------- | ------- | ------------ |
| Vlašić 17' · Modrić 62' · Perišić 77' | Informe | 42' McGregor |

| República Txeca | 0–1     | Anglaterra   |
| --------------- | ------- | ------------ |
|                 | Informe | 12' Sterling |

### Grup E

#### Classificació
| Pos. | Equip      | Pts | PJ | PG | PE | PP | GF | GC | DG |
| ---- | ---------- | --- | -- | -- | -- | -- | -- | -- | -- |
| 1.   | Suècia     | 7   | 3  | 2  | 1  | 0  | 4  | 2  | +2 |
| 2.   | Espanya    | 5   | 3  | 1  | 2  | 0  | 6  | 1  | +5 |
| 3.   | Eslovàquia | 3   | 3  | 1  | 0  | 2  | 2  | 7  | -5 |
| 4.   | Polònia    | 1   | 3  | 0  | 1  | 2  | 4  | 6  | -2 |

#### Partits
| Polònia     | 1–2     | Eslovàquia                         |
| ----------- | ------- | ---------------------------------- |
| Linetty 46' | Informe | 18' (p.p.) Szczęsny · 69' Škriniar |

| Espanya | 0–0     | Suècia |
| ------- | ------- | ------ |
|         | Informe |        |

| Suècia            | 1–0     | Eslovàquia |
| ----------------- | ------- | ---------- |
| Forsberg 77' (p.) | Informe |            |

| Espanya    | 1–1     | Polònia         |
| ---------- | ------- | --------------- |
| Morata 25' | Informe | 54' Lewandowski |

| Eslovàquia | 0–5     | Espanya                                                                           |
| ---------- | ------- | --------------------------------------------------------------------------------- |
|            | Informe | 20' (p.p.) Dúbravka · 45+3' Laporte · 56' Sarabia · 67' Torres · 71' (p.p.) Kucka |

| Suècia                            | 3–2     | Polònia              |
| --------------------------------- | ------- | -------------------- |
| Forsberg 2', 59' · Claesson 90+3' | Informe | 61', 88' Lewandowski |

### Grup F

#### Classificació
| Pos. | Equip    | Pts | PJ | PG | PE | PP | GF | GC | DG |
| ---- | -------- | --- | -- | -- | -- | -- | -- | -- | -- |
| 1.   | França   | 5   | 3  | 1  | 2  | 0  | 4  | 3  | +1 |
| 2.   | Alemanya | 4   | 3  | 1  | 1  | 1  | 6  | 5  | +1 |
| 3.   | Portugal | 4   | 3  | 1  | 1  | 1  | 7  | 6  | +1 |
| 4.   | Hongria  | 2   | 3  | 0  | 2  | 1  | 3  | 6  | -3 |

#### Partits
| Hongria | 0–3     | Portugal                                |
| ------- | ------- | --------------------------------------- |
|         | Informe | 84' Guerreiro · 87' (p.), 90+2' Ronaldo |

| França             | 1–0     | Alemanya |
| ------------------ | ------- | -------- |
| Hummels 20' (p.p.) | Informe |          |

| Hongria     | 1–1     | França        |
| ----------- | ------- | ------------- |
| Fiola 45+2' | Informe | 66' Griezmann |

| Portugal                     | 2–4     | Alemanya                                                          |
| ---------------------------- | ------- | ----------------------------------------------------------------- |
| Ronaldo 15' · Diogo Jota 67' | Informe | 35' (p.p.) Dias · 39' (p.p.) Guerreiro · 51' Havertz · 60' Gosens |

| Portugal                   | 2–2     | França                  |
| -------------------------- | ------- | ----------------------- |
| Ronaldo 31' (p.), 60' (p.) | Informe | 45+2' (p.), 47' Benzema |

| Alemanya                   | 2–2     | Hongria                  |
| -------------------------- | ------- | ------------------------ |
| Havertz 66' · Goretzka 84' | Informe | 11' Szalai · 68' Schäfer |

### Comparació de tercers classificats
Entre els tercers classificats de cada grup, s'apliquen els criteris següents per determinar el pas dels quatre millors equips:
- major nombre de punts obtinguts a la fase de grups;
- millor diferència de gols a la fase de grups;
- major nombre de gols marcats a la fase de grups;
- nombre més gran de victòries a la fase de grups;
- millor conducta de joc net del grup, calculada amb les següents sancions:
- # cada amonestació: un punt;
- # qualsevol expulsió per doble targeta groga o expulsió directa: tres punts;
- millor posició a la classificació general de les eliminatòries europees.

| Pos. | Equip           | Pts | PJ | PG | PE | PP | GF | GC | DG |
| ---- | --------------- | --- | -- | -- | -- | -- | -- | -- | -- |
| 1.   | Portugal        | 4   | 3  | 1  | 1  | 1  | 7  | 6  | +1 |
| 2.   | República Txeca | 4   | 3  | 1  | 1  | 1  | 3  | 2  | +1 |
| 3.   | Suïssa          | 4   | 3  | 1  | 1  | 1  | 4  | 5  | -1 |
| 4.   | Ucraïna         | 3   | 3  | 1  | 0  | 2  | 4  | 5  | -1 |
| 5.   | Finlàndia       | 3   | 3  | 1  | 0  | 2  | 1  | 3  | -2 |
| 6.   | Eslovàquia      | 3   | 3  | 1  | 0  | 2  | 2  | 7  | -5 |

## Fase final

### Quadre
|  | Vuitens de final      | Vuitens de final           |                     |       | Quarts de final | Quarts de final |  |  | Semifinals | Semifinals |  |  | Final | Final |
|  |                       |                            |                     |       |                 |                 |  |  |            |            |  |  |       |       |
|  | 27 juny – Sevilla     |                            |                     |       |                 |                 |  |  |            |            |  |  |       |       |
|  |                       |                            |                     |       |                 |                 |  |  |            |            |  |  |       |       |
|  | Bèlgica               | 1                          |                     |       |                 |                 |  |  |            |            |  |  |       |       |
|  | Bèlgica               | 1                          | 2 juliol – Múnic    |       |                 |                 |  |  |            |            |  |  |       |       |
|  | Portugal              | 0                          |                     |       |                 |                 |  |  |            |            |  |  |       |       |
|  | Portugal              | 0                          | Bèlgica             | 1     |                 |                 |  |  |            |            |  |  |       |       |
|  | 26 juny – Londres     |                            | Bèlgica             | 1     |                 |                 |  |  |            |            |  |  |       |       |
|  |                       | Itàlia                     | 2                   |       |                 |                 |  |  |            |            |  |  |       |       |
|  | Itàlia (prò)          | Itàlia                     | 2                   | 2     |                 |                 |  |  |            |            |  |  |       |       |
|  | Itàlia (prò)          |                            | 6 juliol – Londres  | 2     |                 |                 |  |  |            |            |  |  |       |       |
|  | Àustria               | 1                          |                     |       |                 |                 |  |  |            |            |  |  |       |       |
|  | Àustria               | 1                          | Itàlia (p.)         | 1 (4) |                 |                 |  |  |            |            |  |  |       |       |
|  | 28 juny – Bucarest    |                            | Itàlia (p.)         | 1 (4) |                 |                 |  |  |            |            |  |  |       |       |
|  |                       | Espanya                    | 1 (2)               |       |                 |                 |  |  |            |            |  |  |       |       |
|  | França                | Espanya                    | 1 (2)               | 3 (4) |                 |                 |  |  |            |            |  |  |       |       |
|  | França                | 2 juliol – Sant Petersburg |                     | 3 (4) |                 |                 |  |  |            |            |  |  |       |       |
|  | Suïssa (p.)           | 3 (5)                      |                     |       |                 |                 |  |  |            |            |  |  |       |       |
|  | Suïssa (p.)           | 3 (5)                      | Suïssa              | 1 (1) |                 |                 |  |  |            |            |  |  |       |       |
|  | 28 juny – Copenhaguen |                            | Suïssa              | 1 (1) |                 |                 |  |  |            |            |  |  |       |       |
|  |                       | Espanya (p.)               | 1 (3)               |       |                 |                 |  |  |            |            |  |  |       |       |
|  | Croàcia               | Espanya (p.)               | 1 (3)               | 3     |                 |                 |  |  |            |            |  |  |       |       |
|  | Croàcia               |                            | 11 juliol – Londres | 3     |                 |                 |  |  |            |            |  |  |       |       |
|  | Espanya (prò)         | 5                          |                     |       |                 |                 |  |  |            |            |  |  |       |       |
|  | Espanya (prò)         | 5                          | Itàlia (p.)         | 1 (3) |                 |                 |  |  |            |            |  |  |       |       |
|  | 29 juny – Glasgow     |                            | Itàlia (p.)         | 1 (3) |                 |                 |  |  |            |            |  |  |       |       |
|  |                       | Anglaterra                 | 1 (2)               |       |                 |                 |  |  |            |            |  |  |       |       |
|  | Suècia                | Anglaterra                 | 1 (2)               | 1     |                 |                 |  |  |            |            |  |  |       |       |
|  | Suècia                | 3 juliol – Roma            |                     | 1     |                 |                 |  |  |            |            |  |  |       |       |
|  | Ucraïna (prò)         | 2                          |                     |       |                 |                 |  |  |            |            |  |  |       |       |
|  | Ucraïna (prò)         | 2                          | Ucraïna             | 0     |                 |                 |  |  |            |            |  |  |       |       |
|  | 29 juny – Londres     |                            | Ucraïna             | 0     |                 |                 |  |  |            |            |  |  |       |       |
|  |                       | Anglaterra                 | 4                   |       |                 |                 |  |  |            |            |  |  |       |       |
|  | Anglaterra            | Anglaterra                 | 4                   | 2     |                 |                 |  |  |            |            |  |  |       |       |
|  | Anglaterra            |                            | 7 juliol – Londres  | 2     |                 |                 |  |  |            |            |  |  |       |       |
|  | Alemanya              | 0                          |                     |       |                 |                 |  |  |            |            |  |  |       |       |
|  | Alemanya              | 0                          | Anglaterra (prò)    | 2     |                 |                 |  |  |            |            |  |  |       |       |
|  | 27 juny – Budapest    |                            | Anglaterra (prò)    | 2     |                 |                 |  |  |            |            |  |  |       |       |
|  |                       | Dinamarca                  | 1                   |       |                 |                 |  |  |            |            |  |  |       |       |
|  | Països Baixos         | Dinamarca                  | 1                   | 0     |                 |                 |  |  |            |            |  |  |       |       |
|  | Països Baixos         | 3 juliol – Bakú            |                     | 0     |                 |                 |  |  |            |            |  |  |       |       |
|  | Txèquia               | 2                          |                     |       |                 |                 |  |  |            |            |  |  |       |       |
|  | Txèquia               | 2                          | Txèquia             | 1     |                 |                 |  |  |            |            |  |  |       |       |
|  | 26 juny – Amsterdam   |                            | Txèquia             | 1     |                 |                 |  |  |            |            |  |  |       |       |
|  |                       | Dinamarca                  | 2                   |       |                 |                 |  |  |            |            |  |  |       |       |
|  | Gal·les               | Dinamarca                  | 2                   | 0     |                 |                 |  |  |            |            |  |  |       |       |
|  | Gal·les               |                            |                     | 0     |                 |                 |  |  |            |            |  |  |       |       |
|  | Dinamarca             | 4                          |                     |       |                 |                 |  |  |            |            |  |  |       |       |
|  | Dinamarca             | 4                          |                     |       |                 |                 |  |  |            |            |  |  |       |       |

### Vuitens de final
| Gal·les | 0–4     | Dinamarca                                        |
| ------- | ------- | ------------------------------------------------ |
|         | Informe | 27', 48' Dolberg · 88' Mæhle · 90+4' Braithwaite |

| Itàlia                    | 2–1 (prò) | Àustria        |
| ------------------------- | --------- | -------------- |
| Chiesa 95' · Pessina 105' | Informe   | 114' Kalajdžić |

| Països Baixos | 0–2     | República Txeca        |
| ------------- | ------- | ---------------------- |
|               | Informe | 68' Holeš · 80' Schick |

| Bèlgica       | 1–0     | Portugal |
| ------------- | ------- | -------- |
| T. Hazard 42' | Informe |          |

| Croàcia                                      | 3–5 (prò) | Espanya                                                                   |
| -------------------------------------------- | --------- | ------------------------------------------------------------------------- |
| Pedri 20' (p.p.) · Oršić 85' · Pašalić 90+2' | Informe   | 38' Sarabia · 57' Azpilicueta · 77' Torres · 100' Morata · 103' Oyarzabal |

| França                                      | 3–3 (prò) | Suïssa                                         |
| ------------------------------------------- | --------- | ---------------------------------------------- |
| Benzema 57', 59' · Pogba 75'                | Informe   | 15', 81' Seferović · 90' Gavranović            |
| Tanda de penals                             |           |                                                |
| Pogba · Giroud · Thuram · Kimpembe · Mbappè | 4-5       | Gavranović · Schär · Akanji · Vargas · Mehmedi |

| Anglaterra              | 2–0     | Alemanya |
| ----------------------- | ------- | -------- |
| Sterling 75' · Kane 86' | Informe |          |

| Suècia       | 1–2 (prò) | Ucraïna                     |
| ------------ | --------- | --------------------------- |
| Forsberg 43' | Informe   | 27' Zíntxenko · 120' Dovbyk |

### Quarts de final
| Suïssa                               | 1–1 (prò) | Espanya                                      |
| ------------------------------------ | --------- | -------------------------------------------- |
| Shaqiri 68'                          | Informe   | 8' (p.p.) Zakaria                            |
| Tanda de penals                      |           |                                              |
| Gavranović · Schär · Akanji · Vargas | 1-3       | Busquets · Olmo · Rodri · Moreno · Oyarzabal |

| Bèlgica           | 1–2     | Itàlia                    |
| ----------------- | ------- | ------------------------- |
| Lukaku 45+2' (p.) | Informe | 31' Barella · 44' Insigne |

| Txèquia    | 1–2     | Dinamarca                |
| ---------- | ------- | ------------------------ |
| Schick 49' | Informe | 5' Delaney · 42' Dolberg |

| Ucraïna | 0–4     | Anglaterra                                 |
| ------- | ------- | ------------------------------------------ |
|         | Informe | 4', 50' Kane · 46' Maguire · 63' Henderson |

### Semifinals
| Itàlia                                                  | 1–1 (prò) | Espanya                            |
| ------------------------------------------------------- | --------- | ---------------------------------- |
| Chiesa 60'                                              | Informe   | 80' Morata                         |
| Tanda de penals                                         |           |                                    |
| Locatelli · Belotti · Bonucci · Bernardeschi · Jorghino | 4-2       | Olmo · Moreno · Alcántara · Morata |

| Anglaterra                  | 2–1 (prò) | Dinamarca     |
| --------------------------- | --------- | ------------- |
| kjær 39' (p.p.) · Kane 104' | Informe   | 30' Damsgaard |

### Final
| Itàlia                                                | 1–1 (prò) | Anglaterra                                |
| ----------------------------------------------------- | --------- | ----------------------------------------- |
| Bonucci 67'                                           | Informe   | 2' Shaw                                   |
| Tanda de penals                                       |           |                                           |
| Berardi · Belotti · Bonucci · Bernardeschi · Jorghino | 3-2       | Kane · Maguire · Rashford · Sancho · Saka |

| Itàlia | Anglaterra |

| Itàlia (4-3-3)  |    |                       |       |      |
|                 |    |                       |       |      |
| POR             | 21 | Gianluigi Donnarumma  |       |      |
| DEF             | 2  | Giovanni Di Lorenzo   |       |      |
| DEF             | 19 | Leonardo Bonucci      | 55'   |      |
| DEF             | 3  | Giorgio Chiellini     | 90+6' |      |
| DEF             | 13 | Emerson               |       | 118' |
| MIG             | 8  | Jorginho              | 114'  |      |
| MIG             | 18 | Nicolò Barella        | 47'   | 54'  |
| MIG             | 6  | Marco Verratti        |       | 96'  |
| DAV             | 14 | Federico Chiesa       |       | 86'  |
| DAV             | 10 | Lorenzo Insigne       | 84'   | 91'  |
| DAV             | 17 | Ciro Immobile         |       | 54'  |
| Substitutes:    |    |                       |       |      |
| POR             | 1  | Salvatore Sirigu      |       |      |
| POR             | 26 | Alex Meret            |       |      |
| MIG             | 5  | Manuel Locatelli      |       | 96'  |
| DAV             | 9  | Andrea Belotti        |       | 91'  |
| DAV             | 11 | Domenico Berardi      |       | 54'  |
| MIG             | 12 | Matteo Pessina        |       |      |
| DEF             | 15 | Francesco Acerbi      |       |      |
| MIG             | 16 | Bryan Cristante       |       | 54'  |
| DAV             | 20 | Federico Bernardeschi |       | 86'  |
| DEF             | 23 | Alessandro Bastoni    |       |      |
| DEF             | 24 | Alessandro Florenzi   |       | 118' |
| DEF             | 25 | Rafael Tolói          |       |      |
| Entrenador:     |    |                       |       |      |
| Roberto Mancini |    |                       |       |      |

| Anglaterra (3-4-3) |    |                       |      |      |      |
|                    |    |                       |      |      |      |
| POR                | 1  | Jordan Pickford       |      |      |      |
| DEF                | 2  | Kyle Walker           |      | 120' |      |
| DEF                | 5  | John Stones           |      |      |      |
| DEF                | 6  | Harry Maguire         | 106' |      |      |
| MIG                | 12 | Kieran Trippier       |      | 70'  |      |
| MIG                | 3  | Luke Shaw             |      |      |      |
| MIG                | 14 | Kalvin Phillips       |      |      |      |
| MIG                | 4  | Declan Rice           |      | 74'  |      |
| DAV                | 19 | Mason Mount           |      | 99'  |      |
| DAV                | 10 | Raheem Sterling       |      |      |      |
| DAV                | 9  | Harry Kane            |      |      |      |
| Substitutes:       |    |                       |      |      |      |
| POR                | 13 | Aaron Ramsdale        |      |      |      |
| POR                | 23 | Sam Johnstone         |      |      |      |
| MIG                | 7  | Jack Grealish         |      | 99'  |      |
| MIG                | 8  | Jordan Henderson      |      | 74'  | 120' |
| DAV                | 11 | Marcus Rashford       |      |      | 120' |
| DEF                | 15 | Tyrone Mings          |      |      |      |
| DEF                | 16 | Conor Coady           |      |      |      |
| MIG                | 17 | Jadon Sancho          |      | 120' |      |
| DAV                | 18 | Dominic Calvert-Lewin |      |      |      |
| DEF                | 24 | Reece James           |      |      |      |
| MIG                | 25 | Bukayo Saka           |      | 70'  |      |
| MIG                | 26 | Jude Bellingham       |      |      |      |
| Entrenador:        |    |                       |      |      |      |
| Gareth Southgate   |    |                       |      |      |      |

|                        |
|                        |
| ITA                    |
| Campió Itàlia 2r títol |